# Houston Shootout 1986
Lo Houston Open 1986 è stato un torneo di tennis giocato sul sintetico indoor. È stata la 2ª e ultima edizione dello Houston Shootout, che fa parte del Nabisco Grand Prix 1986. Il torneo si è giocato a Houston negli USA, dal 17 al 23 novembre 1986.

## Campioni

### Singolare maschile
Slobodan Živojinović ha battuto in finale  Scott Davis con il punteggio di 6–1 4–6 6–3

### Doppio maschile
Ricardo Acuña /  Brad Pearce hanno battuto in finale  Chip Hooper /  Mike Leach con il punteggio di 6–4, 7–5